# Metro van Kyoto

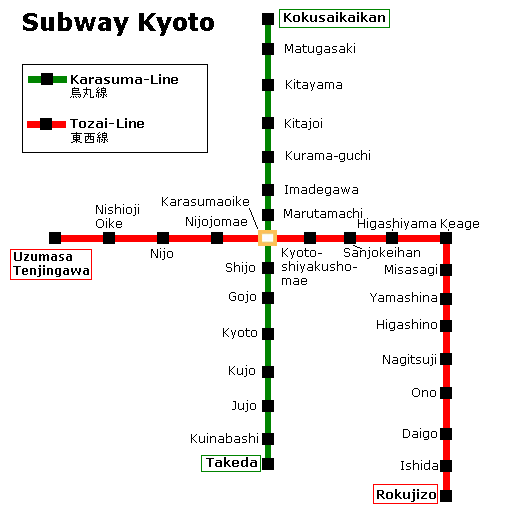
Kaart van de Metro van Kyoto

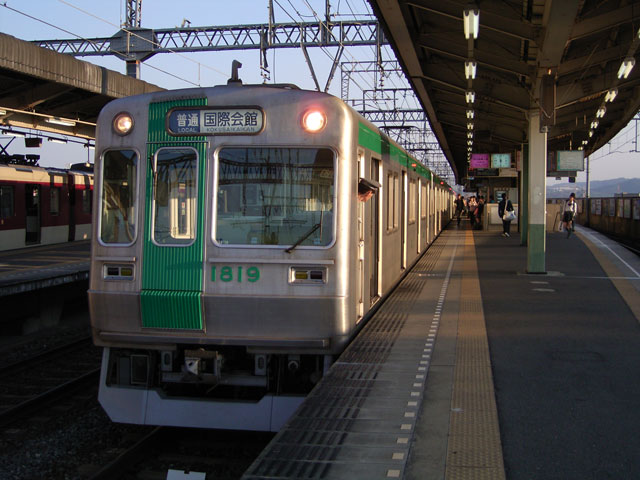
10-serie trein op Karasuma-lijn.

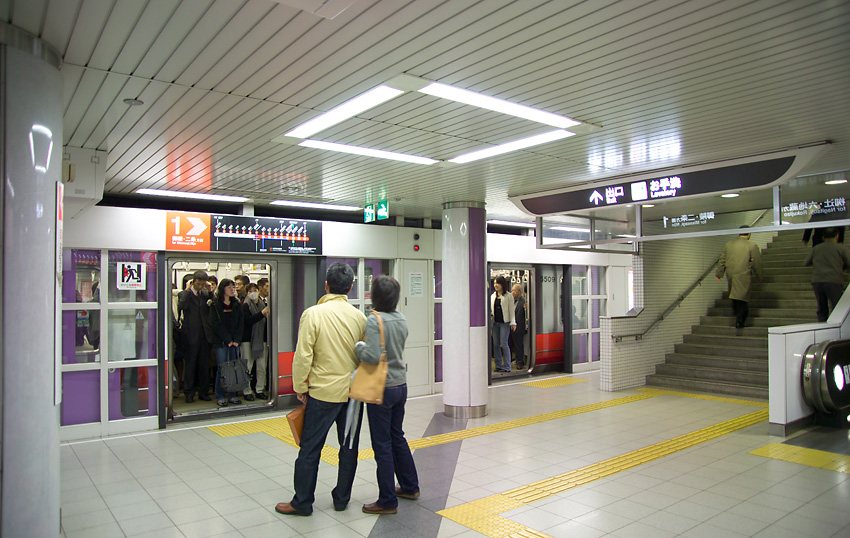
Station Yamashina

Logo van het gemeentelijk vervoerbedrijf

De Metro van Kyoto (京都市営地下鉄, Kyōto-shiei chikatetsu) is het metronetwerk van de stad Kyoto. Het netwerk wordt geëxploiteerd door de stedelijke vervoersmaatschappij van Kyoto ( Jp.: 京都市交通局 ; Kyōto-shi Kōtsū-kyoku ; Eng.:Kyoto Municipal Transportation Bureau ).
De treinen rijden tussen 5.30 uur en 23.30 uur. Er zijn geen nachttreinen. De frequentie varieert tussen 4 en 7,5 minuten.

## Geschiedenis
Plannen voor een metrostelsel werden in 1968 goedgekeurd, maar het duurde echter tot 1981 voordat het eerste gedeelte van de Karasuma-lijn voltooid was. In 1997 kwam het eerste deel van de Tōzai-lijn gereed. In 2008 kwam het huidige netwerk tot stand.

## Lijnen
| Kleur | Symbool | Naam          | Van/naar                                  | Afstand | Stations |
| ----- | ------- | ------------- | ----------------------------------------- | ------- | -------- |
|       | ■       | Karasuma-lijn | Kokusaikaikan (K01) - Takeda (K15)        | 13,7 km | 15       |
|       | ■       | Tōzai-lijn    | Rokujizō (T01) - Uzumasa Tenjingawa (T17) | 17,5 km | 17       |

## Spoorwegmaterieel
- Karasuma-lijn: 10-serie
- Tōzai-lijn: 50-serie